# Conanthera
Conanthera és un genère d'arbres de la família de les Tecophilaeaceae i que comprèn gnao i "Hierba de la viuda".
És una planta herbàcia que es reprodueix vegetativament a base d'una estructura subterrània corm.

## Taxonomia
- C. bifolia Ruiz et Pav.
- C. campanulata Lindl.
- C. trimaculata (D.Don)Meigen